# الساندرو مارچلو

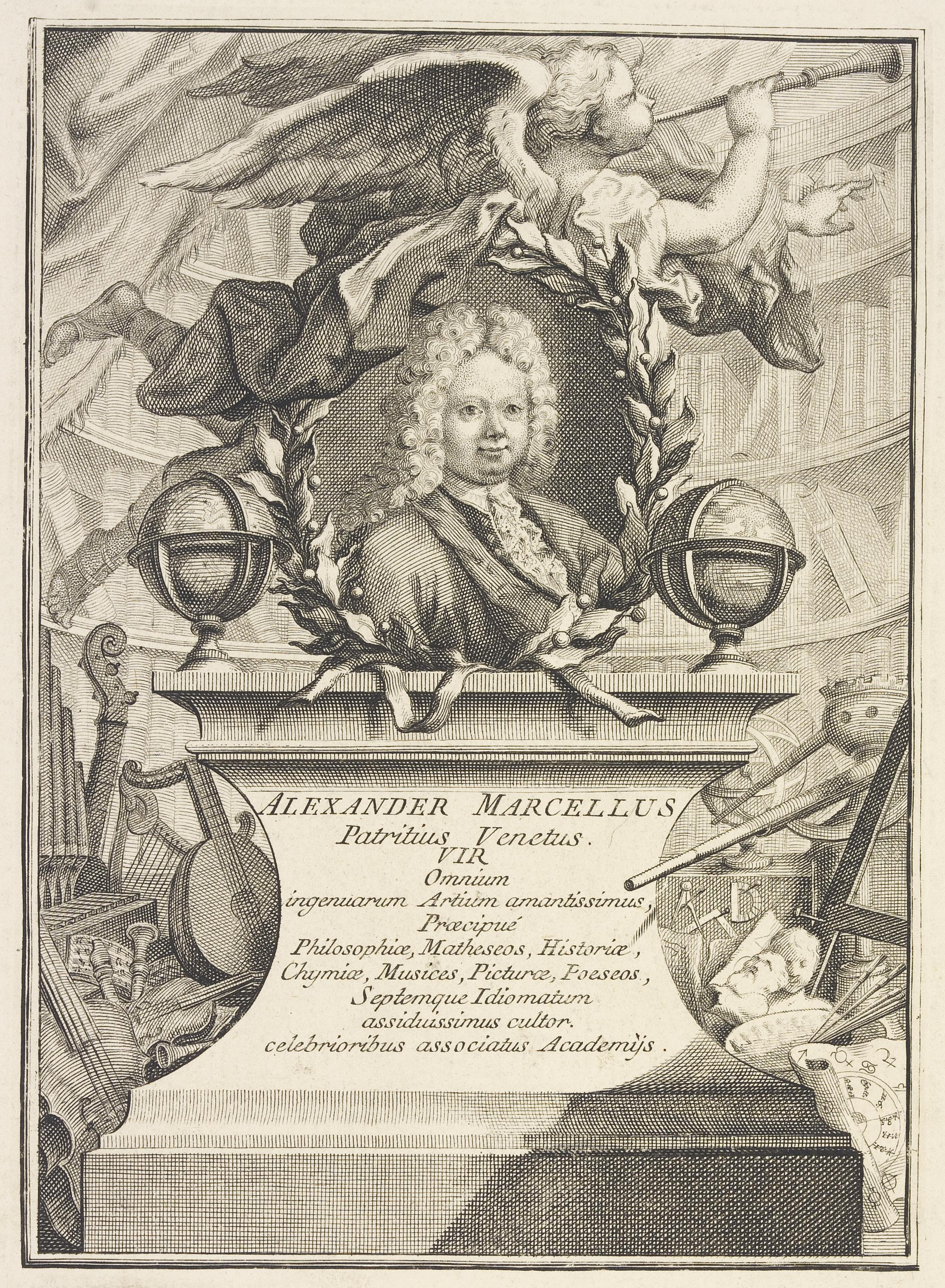
الساندرو ایگناتسیو مارچلو

الساندرو ایگناتسیو مارچلو (به ایتالیایی: Alessandro Ignazio Marcello) (زادهٔ ۱ فوریهٔ ۱۶۷۳، ونیز - درگذشتهٔ ۱۹ ژوئن ۱۷۴۷، ونیز) اشراف‌زاده و موسیقی‌دان ایتالیایی بود.

## زندگی‌نامه
مارچلو هم‌دورهٔ دیگر موسیقی‌دان معروف، توماسو آلبینونی، و پسر یکی از سناتورهای ونیز بود. به همین دلیل زندگی راحتی داشت که به او این اجازه را می‌داد تا به دنبال علاقهٔ خود، که موسیقی بود، برود. او کنسرت‌هایی در زادگاه خود برگزار کرد و کنسرتوهایی نیز تنظیم و منتشر می‌کرد که از میان آنها می‌توان به شش کنسرتو با عنوان La Cetra (چنگ) و تعدادی کانتات، آریا، کانتزونته و سونات‌های ویولن اشاره کرد. مارچلو از موسیقی‌دان هم‌دورهٔ خود، آنتونیو ویوالدی، چند سال بزرگ‌تر بود و با نام مستعار «اتریو استینفالیکو» آثار خود را منتشر می‌کرد.
مارچلو در سال ۱۷۴۷ در پادوا درگذشت.
برادر الساندرو، بندتو مارچلو، نیز آهنگساز بود که به‌طور غیرقانونی با هنرجوی خوانندگی خود، روزانا اسکالفی، در سال ۱۷۲۸ ازدواج کرد. بعد از مرگ بندتو در سال ۱۷۴۲، اسکالفی که از ارث محروم شده بود، شکایتی را علیه الساندرو تنظیم کرد.

## آثار
با وجود اینکه آثار مارچلو همچنان گاهی اجرا می‌شود، او به عنوان نوازنده‌ای چیره‌دست شناخته می‌شود. کنسرتوهای چنگ او به خاطر قسمت‌های نامتعارف سولوی سازهای بادی، تقطیع‌ها و استفاده از ترکیبات موسیقی در یک قطعهٔ طولانی به سبک ویوالدی مشهور است.
مشهورترین اثر او شاید کنسرتو برای اوبوا و سازهای زهی در رِ مینور اپوس شمارهٔ ۱ باشد. ارزش این اثر به‌خصوص از طرف یوهان سباستیان باخ که قطعه را برای هارپسیکورد برگرداند (BWV 974)، مورد تأیید قرار گرفته‌است. نسخه‌های دیگری از این آهنگ نیز منتشر شده که یکی از آنها در گام دو مینور است.